# Olympische Jugend-Sommerspiele 2018/Teilnehmer (Polen)
| Gelbes Symbol für Goldmedaillen mit stilisierten Olympischen Ringen | Graues Symbol für Silbermedaillen mit stilisierten Olympischen Ringen | Braundes Symbol für Bronzemedaillen mit stilisierten Olympischen Ringen |
| ------------------------------------------------------------------- | --------------------------------------------------------------------- | ----------------------------------------------------------------------- |
| —                                                                   | 1                                                                     | 3                                                                       |

Die Jugend-Olympiamannschaft aus Polen für die III. Olympischen Jugend-Sommerspiele vom 6. bis 18. Oktober 2018 in Buenos Aires (Argentinien) bestand aus 71 Athleten. Fahnenträgerin bei der Eröffnungsfeier war die Tennisspielerin Iga Świątek.

## Athleten nach Sportarten

### Beachvolleyball
| Mädchen - Julia Gierczyńska - Patrycja Jundziłł | Jungen - Dominik Poznański - Mikołaj Miszczuk |

### Boxen
Mädchen
- Natalia Gajewska

### Breakdance
Jungen
- Piotr Winiarski "Axel"

### Fechten
| Mädchen - Magdalena Ławska | Jungen - Maciej Bem |

### Gewichtheben
| Mädchen - Paulina Rutkowska | Jungen - Jakub Zieliński |

### Hockey
| Mädchen - Julia Balcerzak - Nicole Chruszcz - Aleksandra Kucharska - Oliwia Kucharska - Dżesika Mazur - Małgorzata Plewa - Lena Skoczek - Sandra Tatarczuk - Viktoria Zimmermann | Jungen - Eryk Bembenek - Tomasz Bembenek - Jakub Chumeńczuk - Jakub Gebler - Gracjan Jarzyński - Korneliusz Nitka - Michał Nowakowski - Marcin Szczęsny - Dawid Zabłocki |

### Kanu
Jungen
- Wojciech Pilarz

### Leichtathletik
| Mädchen - Karolina Bomba - Kinga Gacka - Klaudia Kazimierska - Wiktoria Miąso - Monika Romaszko - Pia Skrzyszowska - Alicja Stój | Jungen - Jakub Czak - Piotr Goździewicz - Gracjan Kozak Bronze Diskus - Adam Łukomski - Rafał Łupiński - Adam Masaczyński - Marek Mucha - Tomasz Ratajczyk |

### Moderner Fünfkampf
| Mädchen - Agnieszka Wysokińska | Jungen - Kamil Kasperczak Bronze Mixed (mit Laura Heredia Spanien) |

### Radsport
| Mädchen - Marta Jaskulska - Wiktoria Kierat | Jungen - Piotr Kryński - Damian Papierski |

### Schießen
Mädchen
- Wiktoria Bober

### Schwimmen
| Mädchen - Kornelia Fiedkiewicz - Weronika Hallmann - Karolina Jurczyk - Aleksandra Knop | Jungen - Jan Kałusowski Bronze 200 m Brust Bronze 4 × 100 m Lagen - Bartłomiej Koziejko Bronze 4 × 100 m Lagen - Jakub Kraska Silber 100 m Freistil Bronze 4 × 100 m Lagen - Jakub Majerski Bronze 4 × 100 m Lagen |

### Segeln
| Mädchen - Oliwia Hłobuczek - Lidia Sulikowska | Jungen - Kamil Manowiecki |

### Sportklettern
Mädchen
- Aleksandra Kałucka
- Natalia Kałucka

### Taekwondo
| Mädchen - Marcelina Koszel | Jungen - Jakub Sadurski |

### Tennis
| Mädchen - Iga Świątek Gold Doppel (mit Kaja Juvan Slowenien) | Jungen - Daniel Michalski |

### Tischtennis
Mädchen
- Anna Węgrzyn